# イヌセンボンタケ
イヌセンボンタケ（犬千本茸、学名: Coprinellus disseminatus）とはハラタケ目ナヨタケ科キララタケ属の極めて小型のキノコ（菌類）で群生する。過去にはヒトヨタケ科ヒトヨタケ属とされていた。地方によってはまめぶし、ちびぶし、ぼんさいもたしなどの名称がある。食用不適。

## 分布・生態

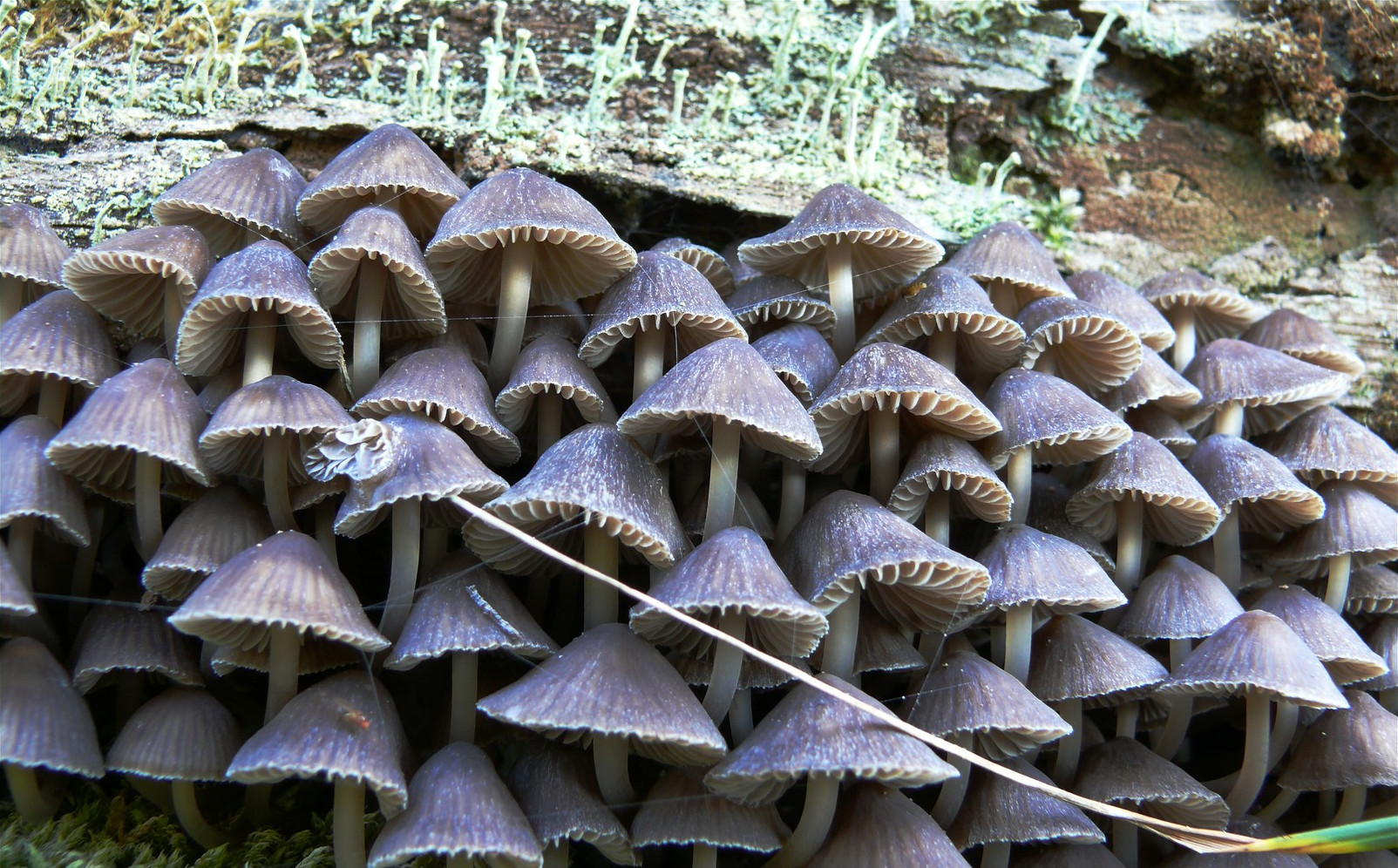
数多く発生する。

日本各地および汎世界的に広く分布するが、形態的・遺伝的に変異が大きい。
木材腐朽菌（腐生菌）。春から夏（または秋）にかけて、シイ・カシ林や雑木林、ブナ・ミズナラ林の広葉樹の倒木や切り株、朽ち木やその周辺の地上におびただしく群生する。時には数千本にも群生する。
野生ではほぼ見られないが、人為的に培養すると、培地全体に黄褐色の菌糸塊（ozonium）をつくることがある。腐生ランのタシロラン（Epipogium roseum）の共生菌根菌として分離されている。

## 形態
子実体は傘と柄からなる。傘は径0.5 - 1.5センチメートル (cm) 程度の小さなもので、はじめは卵形でのちに鐘形になり、扁平に開くことはない。傘表面は初めは白く、成熟するにつれて黒みを帯びた灰色になる。傘表面には放射状に扇のひだ状の溝線が、傘中央から縁まである。傘肉は膜質で、極めて薄い。
柄は中空で細く、長さ2 - 3.5 cm、太さ1 - 2ミリメートル (mm) 、白色か半透明。傘も柄も極めて脆い。傘下面のヒダは柄に対して直生、やや疎らに配列し、初め白色で、成熟すると黒紫色になる。成熟期にあっても傘の液化は起こらないことが特徴になっている。
担子胞子は大きさ7 - 10 × 4 - 5.5マイクロメートル (μm) の楕円形、平滑、発芽孔を有しており、灰褐色。胞子紋は黒色。

## 利用価値
可食とする資料もあるが、食用価値はない。和名に「イヌ」と付くが犬が好んで食するわけではなく、利用価値がなく役立たないものに対する日本語の名付け方によるもの。この種の場合、味が悪く食用とならないがたくさん生えることから、多くの文献で食不適として扱われている。